# Pietro Gianelli
Pietro Giannelli (Terni, 11 agosto 1807 – Roma, 5 novembre 1881) è stato un cardinale e arcivescovo cattolico italiano.
Proveniva da una nobile famiglia originaria di Nepi: era figlio di Andrea Giannelli e di Olimpia Petroni.

## Biografia
Studiò prima in un collegio di Terni e successivamente all'Università di Roma ove nel 1831 ottenne la laurea in utroque jure.
Ordinato presbitero nello stesso anno, divenne uditore presso la nunziatura apostolica a Napoli e poi presso quella in Francia. Nel 1858 fu nominato nunzio apostolico presso il Regno delle Due Sicilie e venne consacrato arcivescovo titolare di Sardi.
Papa Pio IX lo elevò al rango di cardinale nel concistoro del 15 marzo 1875, con il titolo di cardinale presbitero di Sant'Agnese fuori le mura.
Partecipò al conclave del 1878 che elesse papa Leone XIII.
Morì il 5 novembre 1881 all'età di 74 anni e fu sepolto nel Cimitero del Verano in Roma.

## Genealogia episcopale
La genealogia episcopale è:
- Cardinale Scipione Rebiba
- Cardinale Giulio Antonio Santori
- Cardinale Girolamo Bernerio, O.P.
- Arcivescovo Galeazzo Sanvitale
- Cardinale Ludovico Ludovisi
- Cardinale Luigi Caetani
- Cardinale Ulderico Carpegna
- Cardinale Paluzzo Paluzzi Altieri degli Albertoni
- Papa Benedetto XIII
- Papa Benedetto XIV
- Papa Clemente XIII
- Cardinale Marcantonio Colonna
- Cardinale Giacinto Sigismondo Gerdil, B.
- Cardinale Giulio Maria della Somaglia
- Cardinale Carlo Odescalchi, S.I.
- Cardinale Costantino Patrizi Naro
- Cardinale Pietro Giannelli